# Étang de la Cantache
L'étang de la Cantache est une retenue d'eau d’Ille-et-Vilaine à l'ouest de Vitré situé sur la Cantache, et à cheval sur les communes de Champeaux, Pocé-les-Bois, Montreuil-sous-Pérouse et Landavran.

## Géographie

### Topographie
Mis en eau en 1995, l'étang est un vaste plan d'eau douce d'une superficie de 140 hectares et 110 hectares d'abord. La surface du bassin versant est de 137 km². Cette retenue d'eau à une capacité de 6,8 millions de mètres cubes de liquide, fait 4 kilomètres de long, 300 mètres de large et 11 mètres de profondeur maximale.

### Hydrographie
Cette retenue d'eau est le réceptacle du cours d’eau de la Cantache, mais aussi de divers ruisseaux (Corbanne, Pérouse, etc.)

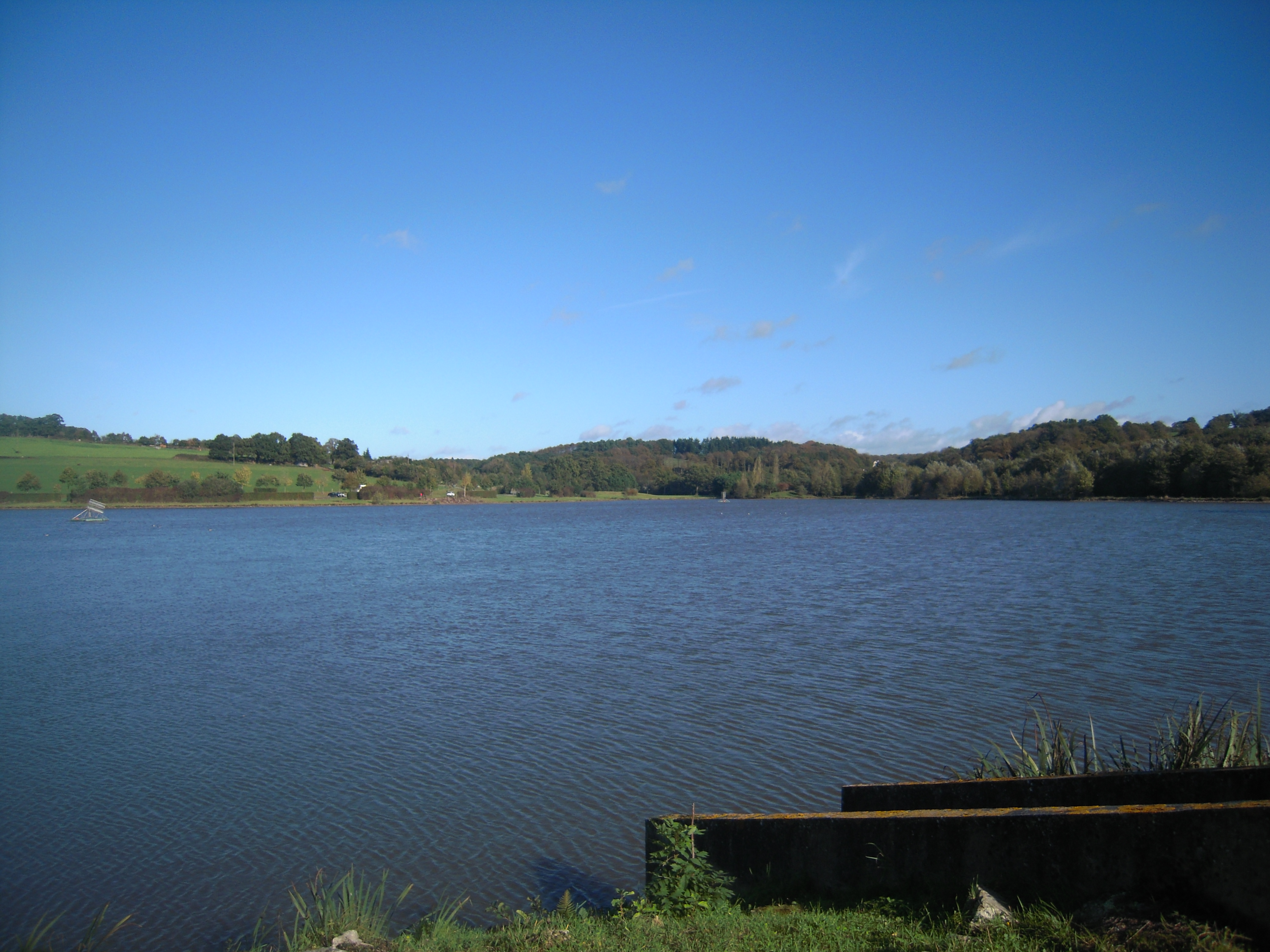
Queue de l'étang de la Cantache.
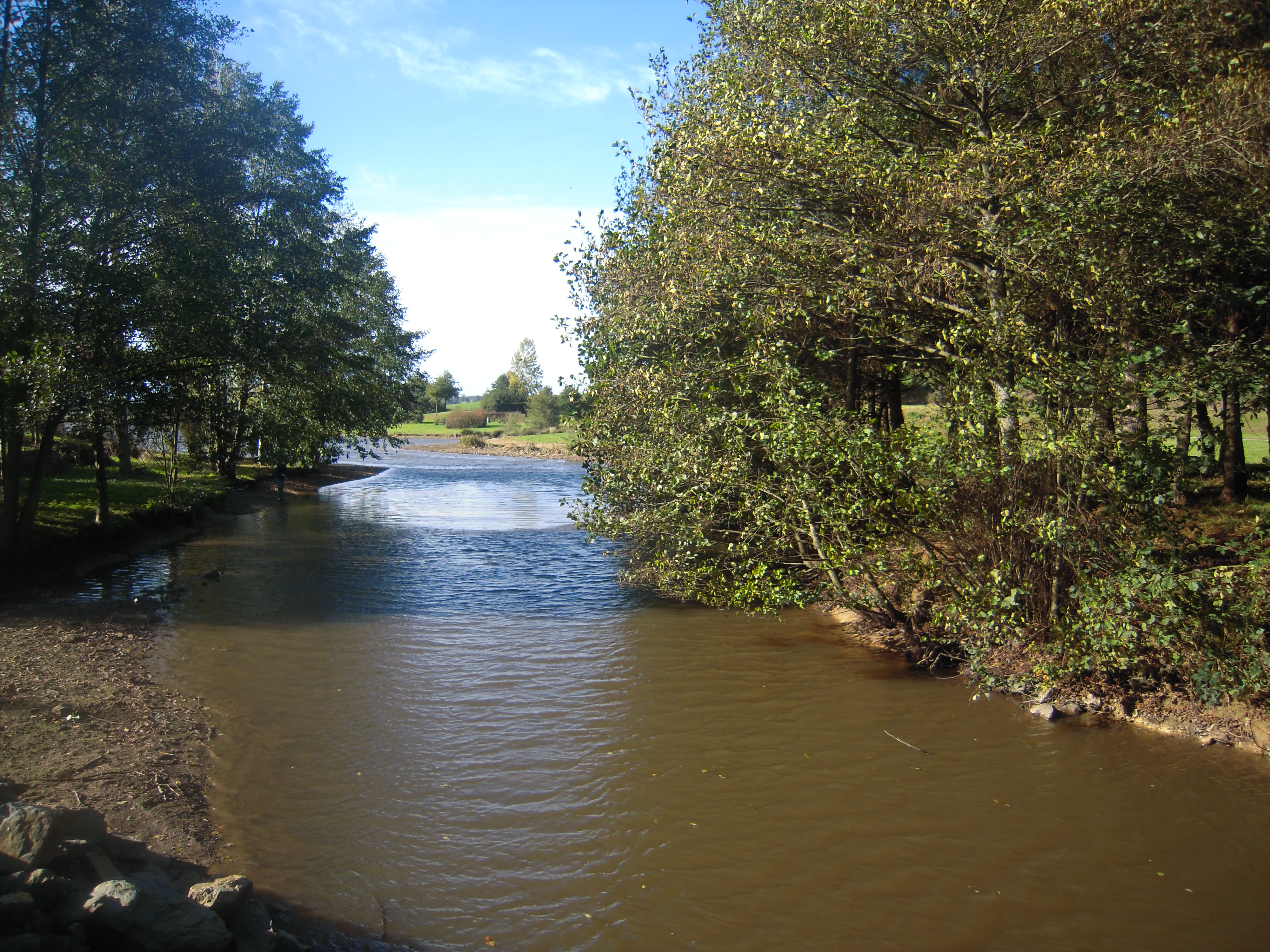
Rivière Pérouse se jetant dans l'étang.
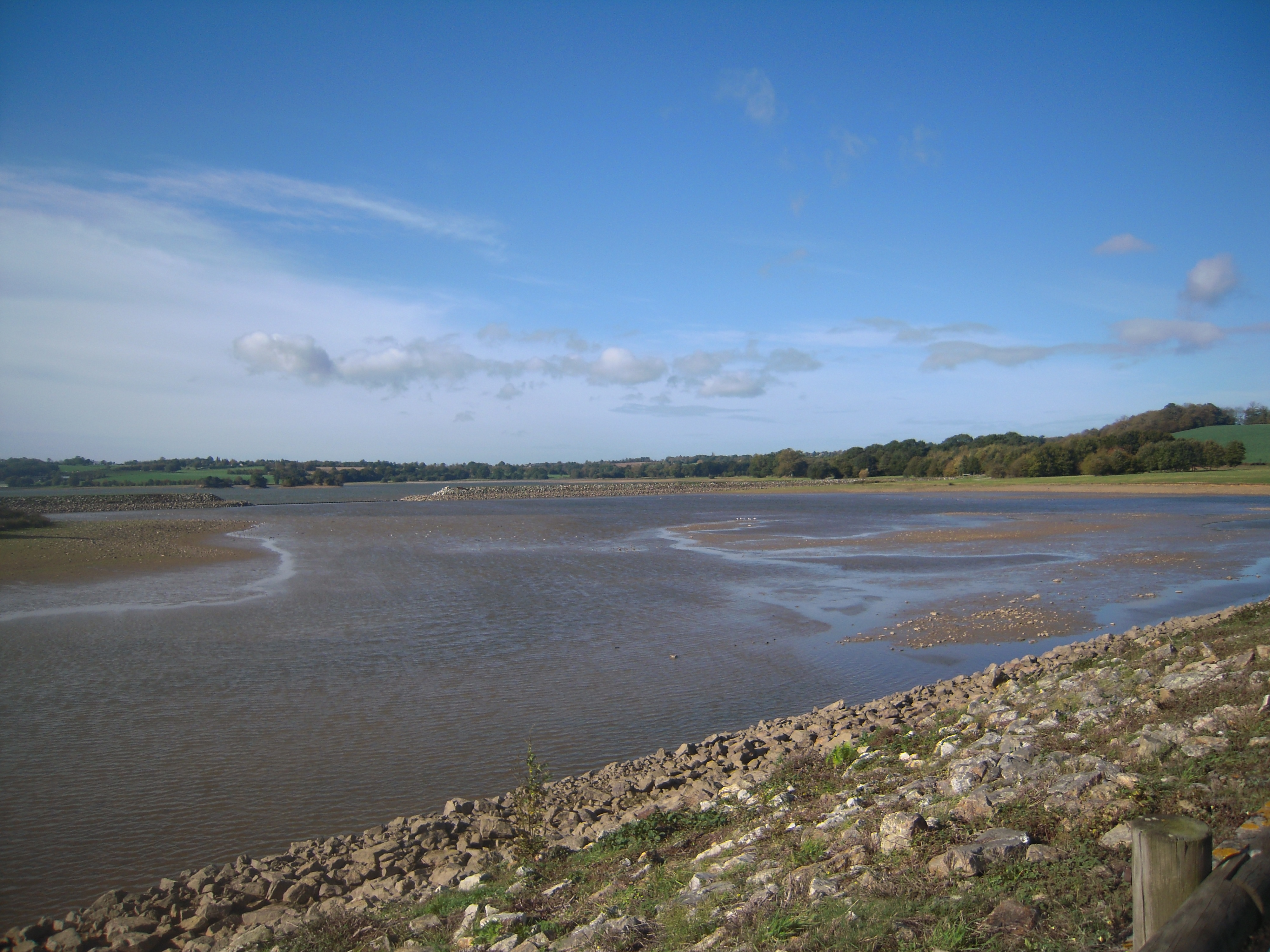
Partie médiane de l'étang.

## Finalités
Cette retenue d'eau a failli ne pas voir le jour, deux ayant déjà été construites dans la partie amont du bassin de la Vilaine, mais l'Agence de l'eau Loire-Bretagne en a imposé la construction, conformément aux plans initiaux.
La retenue d'eau a plusieurs objectifs , :
- l'alimentation en eau brute de l'usine de production d’eau potable de Châteaubourg en aval
- le soutien d’étiage de la Vilaine
- l’écrêtage de crues pour les communes situées en aval

La qualité des eaux de la retenue et des choix techniques ont conduit à la réalisation d’une nouvelle usine de production d’eau potable à Châteaubourg. Le débit nécessaire au pompage au fil de l’eau dans la Vilaine est en partie assuré depuis le barrage de la Cantache.

## Le barrage
Le barrage qui a permis la réalisation de la retenue est mis en eau en 1995. Il est de type barrage-poids en béton compacté au rouleau. Le volume du barrage est de 10 000 m3. Sa hauteur maximale est de 15 m, sa longueur de 145 m. La hauteur d'eau maximale au droit du barrage est de 10 m. Le barrage est géré par le Conseil départemental d'Ille-et-Vilaine.

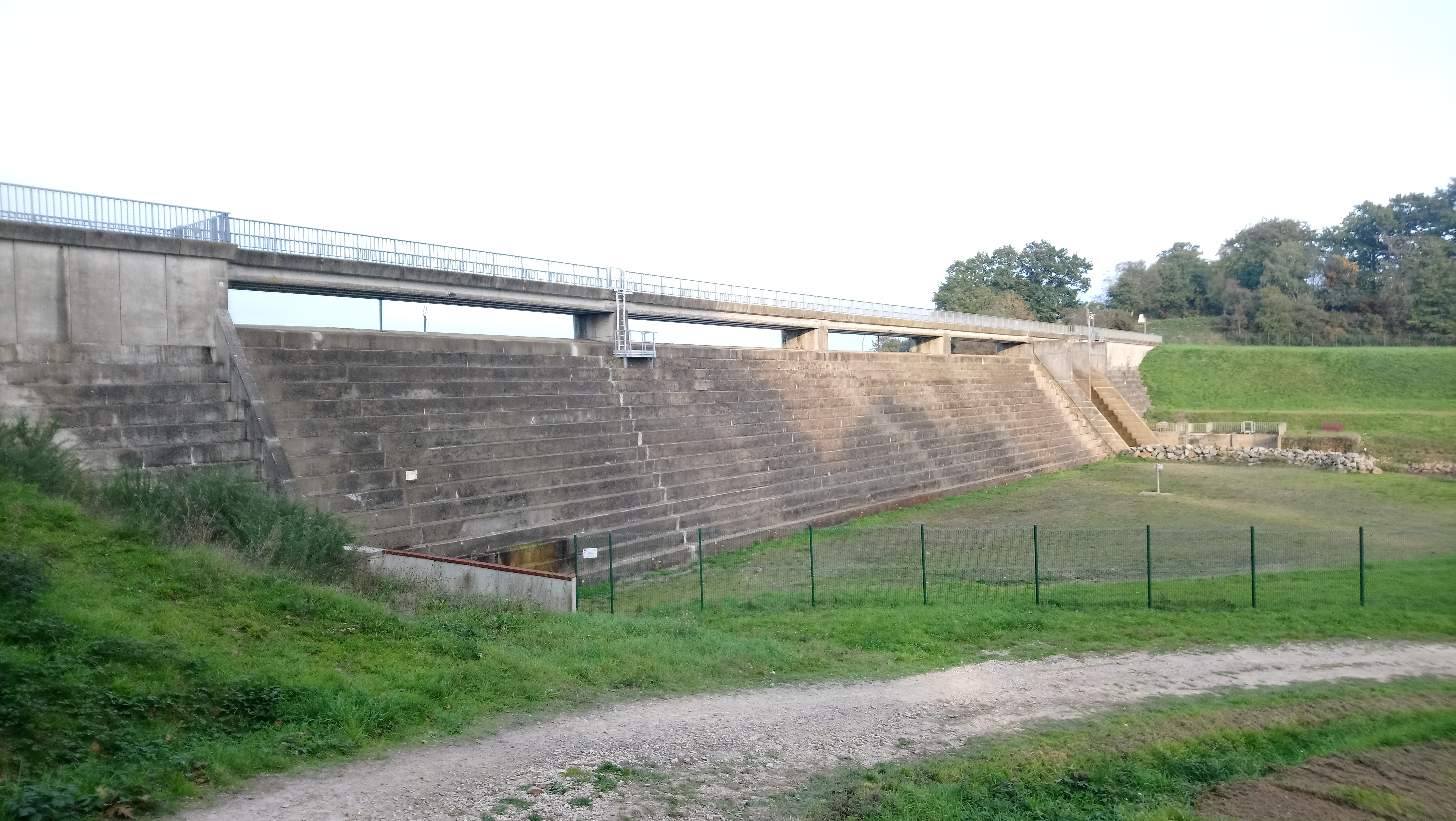
Le barrage.
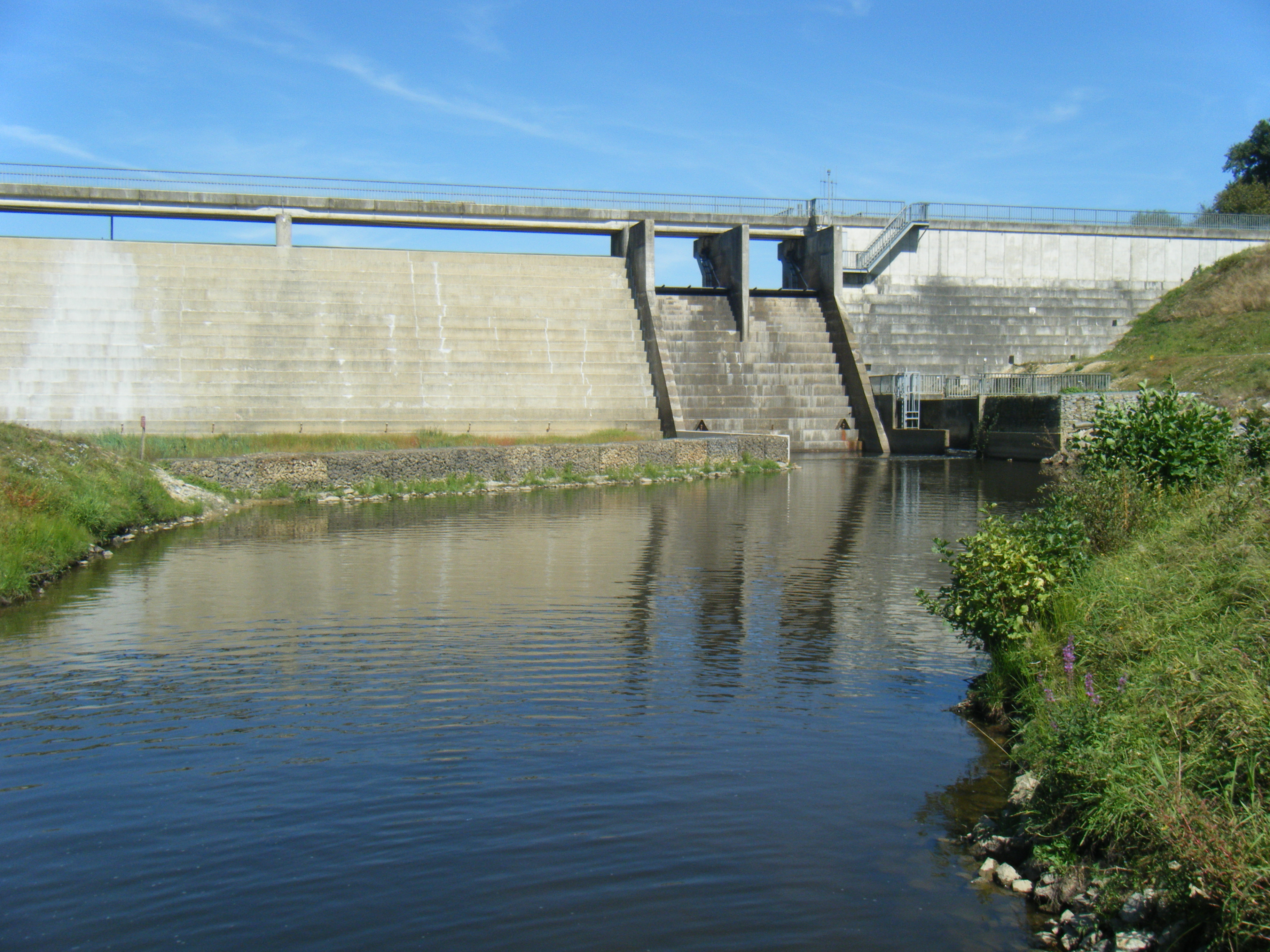
Le barrage et la Cantache.

## Faune et flore de l'étang
L'étang recèle de nombreuses espèces d'oiseaux sédentaires ou migrateurs. Toutefois, il ne bénéficie d’aucune mesure d’inventaire ou de protection de type ZNIEFF, par exemple.

### Faune de l'étang
L'étang accueille des espèces communes, mais est surtout intéressant pour les oiseaux d'eaux qu'on peut notamment observer en hiver : canards colverts, canards siffleurs, canards souchets, grèbes huppés, grèbes castagneux, grands cormorans, mouettes rieuses, sarcelles d'hiver, fuligules morillons, hérons cendrés, poules d'eau et foulques macroules.
Avec une diversité de 21 espèces, c'est un de site les plus riches pour les oiseaux hivernants d'Ille-et-Vilaine. Il accueillait ainsi plus de 2000 individus au comptage Wetlands International de 2010.

## Qualité de l'eau de l'étang
La directive-cadre sur l'eau impose d'atteindre le « bon état » des eaux d’ici 2015 : état chimique et état écologique. En ce qui concerne les eaux de surface et particulièrement les plans d’eau, l’état écologique est apprécié selon trois critères : biologique, hydromorphologique (état du milieu physique) et physico-chimique (qualité de l’eau).
L’exploitation des données de qualité de l’eau disponibles pour les travaux d’élaboration du SDAGE Loire Bretagne a conduit au classement de la retenue de la Cantache en fonctionnement eutrophe avec un délai d’atteinte du « bon potentiel » écologique fixé à 2021 et du « bon état » chimique à 2015.
Le développement de cyanobactéries a conduit le SDAGE Loire-Bretagne a identifié 10 retenues pour lesquelles les exploitations agricoles situées sur leur bassin d’alimentation doivent atteindre l’équilibre de la fertilisation, notamment du phosphore.
Les évaluations effectuées montrent l'état écologique suivant :
| état écologique de l'étang | 2010  | 2011  |
| -------------------------- | ----- | ----- |
| état écologique            | Moyen | Moyen |

## L'organisation administrative
Trois communes bordent l'étang : Champeaux, Montreuil-sous-Pérouse et Pocé-les-Bois.

## Site touristique et récréatif
L’étang de la Cantache est apprécié par les randonneurs et VTTiste du fait de l’itinéraire qui fait le tour de l’étendue d’eau. Le site offre la possibilité de pratiquer le windsurf dans de bonnes conditions de mars à octobre quand le niveau de l'eau est à son maximum. 